# Grez-sur-Loing
Grez-sur-Loing è un comune francese di 1 426 abitanti situato nel dipartimento di Senna e Marna nella regione dell'Île-de-France.

## Società

### Evoluzione demografica
Abitanti censiti